# Río Piedras (Salta)
Río Piedras é uma cidade da Argentina, localizada na província de Salta.